# Castilleja lindheimeri
Castilleja lindheimeri är en snyltrotsväxtart som beskrevs av Asa Gray. Castilleja lindheimeri ingår i släktet målarborstar, och familjen snyltrotsväxter. Inga underarter finns listade i Catalogue of Life.